# تاکاتسوکاسا ماسامیچی

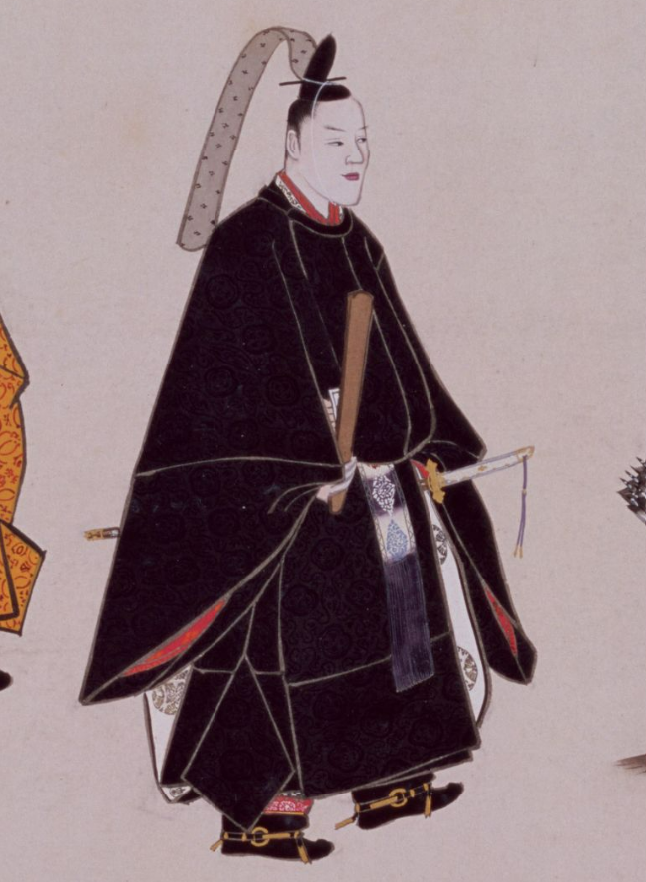

تاکاتسوکاسا ماسامیچی (به ژاپنی: 鷹司政通 Takatsukasa Masamichi); ۲۲ اوت ۱۷۸۹ – ۲۹ نوامبر ۱۸۶۸) سیاستمدار، کوگیو، نایب‌السلطنه، کانپاکو و سشو از ۱۸۲۳–۱۸۵۶ در دوره ادو اهل ژاپن بود.